# 위험한 게임 (1983년 영화)
《위험한 게임》(영어: WarGames)은 미국에서 제작된 존 배덤 감독의 1983년 테크노스릴러 영화이다. 매슈 브로더릭, 대브니 콜먼, 존 우드, 앨리 시디 등이 출연하였고, 해럴드 슈나이더 등이 제작에 참여하였다.
이 영화는 전 세계에서 1,200만 달러 제작비 대비 1억 2,500만 달러의 수익을 거두어들이며 박스 오피스에서 성공하였다. 1984년 제56회 아카데미상에서 각본상을 비롯해 3개 부문에 후보 지명되었다.

## 줄거리
미국 공군 전략 미사일 부서는 핵 기습 공격 훈련에서 조종자 상당수가 미사일 공격을 실시하는 데 필요한 키를 돌리지 않으려고 하는 것을 발견한다. 이에 존 매키트릭 박사와 북미 항공 우주 방위 사령부(NORAD, 노래드) 기술자들은 미사일 발사 통제 본부가 자동화되어야 한다고 판단한다. 이후 미사일 발사 통제는 노래드의 슈퍼컴퓨터 워퍼(WOPR, 혹은 조슈아)가 관장하게 되고, 워퍼는 전쟁 모의 실험을 반복 학습한다.
시애틀 고등학교 학생인 해커 데이비드는 IMSAI 8080 컴퓨터와 모뎀으로 컴퓨터 게임 회사를 찾다가 정체를 밝히지 않는 한 시스템에 접속하게 된다. 데이비드가 게임을 요구하자 시스템은 체스, 체커, 백개먼, 포커와 함께 “전구 규모 생체 독소 및 화학 전쟁”과 “세계 수소폭탄 핵전쟁” 등을 제시한다. 이 시스템의 백도어 패스워드가 자체 학습하는 인공 지능을 개발했던 스티븐 폴컨의 아들 이름인 조슈아임을 알아낸 데이비드는 자신이 샤이엔산 복합체의 워퍼에게 연결됐다는 것을 모른 채 “세계 수소폭탄 핵전쟁” 게임을 시작하여 소련 역할을 택하고 미국 도시들을 목표 대상으로 삼는다.
워퍼는 잠시 노래드 군 인사들에게 실제로 소련이 핵 미사일을 날린 것으로 확신하게 만들지만 시스템에 침투한 외부인의 개입이 초래한 사태라는 것이 알려지면서 내부 상황이 진정된다. 그러나 그 이후에도 현실과 가상의 차이를 이해하지 못하고 게임을 이길 생각뿐인 워퍼는 소련의 폭격기가 침공했고 잠수함이 배치됐다는 등 가짜 정보를 계속 주입하며 노래드가 반격을 위해 전투 준비 태세를 갖추게 해 제3차 세계 대전을 유발하려 한다.
데이비드는 뉴스 보도를 통해 자신의 행동이 초래한 사태를 알게 되고, 연방수사국(FBI)에서 데이비드를 체포해 노래드로 데려간다. 소련 첩자로 몰린 데이비드는 노래드에서 도망쳐 오리건주 섬에서 은둔 중인 폴컨을 찾아가 노래드로 돌아가 워퍼를 막자고 설득한다. 워퍼는 소련이 수백 대의 미사일, 잠수함, 폭격기가 포함된 제1격을 감행한 것처럼 보이게 하지만, 폴컨과 데이비드는 실제 공격 피해가 확인될 때까지 제2격을 지연해 달라고 호소한다.
미군 기지들이 전부 무사한 것으로 확인되자 노래드는 제2격을 취소하지만 워퍼는 단독 행동을 시작하고, 무차별 대입 공격을 통해 자력으로 발사 암호를 알아내 소련에 미사일을 날리려 한다. 인간이 안전 장치로 기능하지 못하는 상황에서 로그인으로 초읽기를 취소하려는 시도가 실패한다. 워퍼의 연결을 끊는다면 자동으로 모든 무기가 발사될 것이기 때문에 이 방법은 아예 제외된다.
폴컨과 데이비드는 워퍼에게 워퍼 자신과 틱택토를 해 보라고 명령한다. 무승부가 끝도 없이 이어지자 워퍼는 무익하고 승산이 없는 시나리오가 있음을 이해하게 된다. 워퍼는 발사 암호를 확보하지만, 자신이 고안한 핵 전쟁 시나리오들을 전부 굴려 본 뒤 이 역시 전부 무승부 결과가 나오자 승자가 없는 상호 확증 파괴 개념을 깨닫는다. 워퍼는 핵 전쟁은 “이기는 유일한 수가 게임을 하지 않는 것뿐인” “이상한 게임”이라는 결론을 내린다. 워퍼는 노래드 통제권과 미사일을 넘기고 이 게임 대신 “멋진 게임인 체스”를 할 것을 권한다.

## 출연진
- 매슈 브로더릭 - 데이비드 라이트먼 역
- 대브니 콜먼 - 존 매키트릭 박사 역
- 존 우드 - 스티븐 폴컨 박사 / 워퍼 (목소리) 역
- 앨리 시디 - 제니퍼 맥 역
- 배리 코빈 - 잭 베린저 장군 역
- 와닌 클레이 - 퍼트리샤 힐리 역
- 데니스 립스컴 - 라일 왓슨 역
- 켄트 윌리엄스 - 아서 캐벗 역
- 조 도시 - 조 콘리 대령 역
- 마이클 엔사인 - 베린저의 보좌관 역
- 윌리엄 보거트 - 라이트먼 씨 역: 데이비드의 아버지.
- 존 스펜서 - 제리 로슨 대위 역
- 마이클 매드슨 - 스티브 펠프스 중위 역
- 제임스 톨컨 - 위건 씨 역
- 모리 체이킨 - 짐 스팅 역
- 에디 디즌 - 맬빈 역
- 제이슨 버나드 - 뉴턴 대위 역
- 아트 러플루어 - 노래드 경비 역

## 기타 제작진
- 배역: 월리스 니시타
- 미술: 앤절로 P. 그레이엄
- 세트: 제리 원덜릭